# براير
براير (بالإنجليزية: Brier)‏ هي مدينة في مقاطعة سنوهوميش، واشنطن في الولايات المتحدة. تحدها مونتليك تيراس إلى الغرب، لينوود في الشمال، وبوثيل إلى الشرق، ومقاطعة كينغ إلى الجنوب. بلغعدد السكان 6,087 في تعداد عام 2010.

## التركيبة السكانية
قام مكتب تعداد الولايات المتحدة بتحديد بيانات التركيبة السكانية لبرايرفي تعداد الولايات المتحدة. في ما يلي، التركيبة السكانية حسب تعدادي 2000 و2010.

### تعداد عام 2000
بلغ عدد سكان براير 6,383 نسمة بحسب تعداد عام 2000، وبلغ عدد الأسر 2,095 أسرة وعدد العائلات 1,766 عائلة مقيمة في المدينة.
وتوزع التركيب العرقي للمدينة بنسبة 86.42% من البيض و 0.66% من الأمريكيين الأصليين و 7.77% من الأمريكيين ذوي الأصول الآسيوية و 0.16% من سكان جزر المحيط الهادئ و 0.83% من الأمريكيين الأفارقة و 3.20% من عرقين مختلطين أو أكثر.
بلغ عدد الأسر 2,095 أسرة كانت نسبة 47.7% منها لديها أطفال تحت سن الثامنة عشر تعيش معهم، وبلغت نسبة الأزواج القاطنين مع بعضهم البعض 73.9% من أصل المجموع الكلي للأسر، ونسبة 6.8% من الأسر كان لديها معيلات من الإناث دون وجود شريك، وكانت نسبة 15.7% من غير العائلات. تألفت نسبة 11.0% من أصل جميع الأسر من أفراد ونسبة 2.8% كانوا يعيش معهم شخص وحيد يبلغ من العمر 65 عاماً فما فوق. وبلغ متوسط حجم الأسرة المعيشية 3.29، أما متوسط حجم العائلات فبلغ 3.05.
بلغ العمر الوسطي للسكان 37 عاماً. وكانت نسبة 6.4% بين الثامنة عشرة والأربعة وعشرين عاماً، ونسبة 30.4% كانت واقعةً في الفئة العمرية ما بين الخامسة والعشرين والأربعة وأربعين عاماً، ونسبة 26.8% كانت ما بين الخامسة والأربعين والرابعة والستين، ونسبة 5.8% كانت ضمن فئة الخامسة والستين عاماً فما فوق. يوجد لكل 100 أنثى 103.4 ذكر، ويوجد لكل 100 أنثى في الثامنة عشر من عمرها فما فوق 100.7 ذكر.
بلغ متوسط دخل الأسرة في المدينة 73,558 دولار، أما متوسط دخل العائلة فبلغ 77,226 دولار. وكان متوسط دخل الذكور 52,407 دولار مقابل 37,697 دولار للإناث. وسجل دخل الفرد الخاص بالمدينة 26,675 دولار. وكانت نسبة 0.8% من العائلات ونسبة 1.8% من السكان تحت خط الفقر، وكان من هؤلاء نسبة 1.7% تحت سن الثامنة عشر ولا أحد منهم في الخامسة والستين من العمر وما فوق.

### تعداد عام 2010
بلغ عدد سكان براير 6,087 نسمة بحسب تعداد عام 2010، وبلغ عدد الأسر 2,165 أسرة وعدد العائلات 1,758 عائلة مقيمة في المدينة. في حين سجلت الكثافة السكانية 2,857.7 نسمة لكل ميل مربع (1,103.4/كم2). وبلغ عدد الوحدات السكنية 2,220 وحدة بمتوسط كثافة قدره 1,042.3 لكل ميل مربع (402.4/كم2).
وتوزع التركيب العرقي للمدينة بنسبة 84.9% من البيض و 0.5% من الأمريكيين الأصليين و 7.6% من الأمريكيين ذوي الأصول الآسيوية و 0.2% من سكان جزر المحيط الهادئ و 1.1% من الأمريكيين الأفارقة و 4.3% من عرقين مختلطين أو أكثر.
بلغ عدد الأسر 2,165 أسرة كانت نسبة 35.4% منها لديها أطفال تحت سن الثامنة عشر تعيش معهم، وبلغت نسبة الأزواج القاطنين مع بعضهم البعض 71.0% من أصل المجموع الكلي للأسر، ونسبة 6.6% من الأسر كان لديها معيلات من الإناث دون وجود شريك، بينما كانت نسبة 3.6% من الأسر لديها معيلون من الذكور دون وجود شريكة وكانت نسبة 18.8% من غير العائلات. وبلغ متوسط حجم الأسرة المعيشية 3.05، أما متوسط حجم العائلات فبلغ 2.81.
بلغ العمر الوسطي للسكان 44.4 عاماً. وكانت نسبة 21.4% من القاطنين تحت سن الثامنة عشر، وكانت نسبة 8.9% بين الثامنة عشرة والأربعة وعشرين عاماً، ونسبة 20.6% كانت واقعةً في الفئة العمرية ما بين الخامسة والعشرين والأربعة وأربعين عاماً، ونسبة 39.6% كانت ما بين الخامسة والأربعين والرابعة والستين، ونسبة 9.6% كانت ضمن فئة الخامسة والستين عاماً فما فوق. وتوزع التركيب الجنسي للسكان بنسبة 50.1% ذكور و49.9% إناث.